# Tajpán
A tajpán (Oxyuranus scutellatus) Ausztrália északi és Új-Guinea déli partvidékén élő, a mérgessiklófélékhez tartozó kígyófaj. Mérge valamennyi kígyó közül az egyik legtoxikusabb. 

## Megjelenése

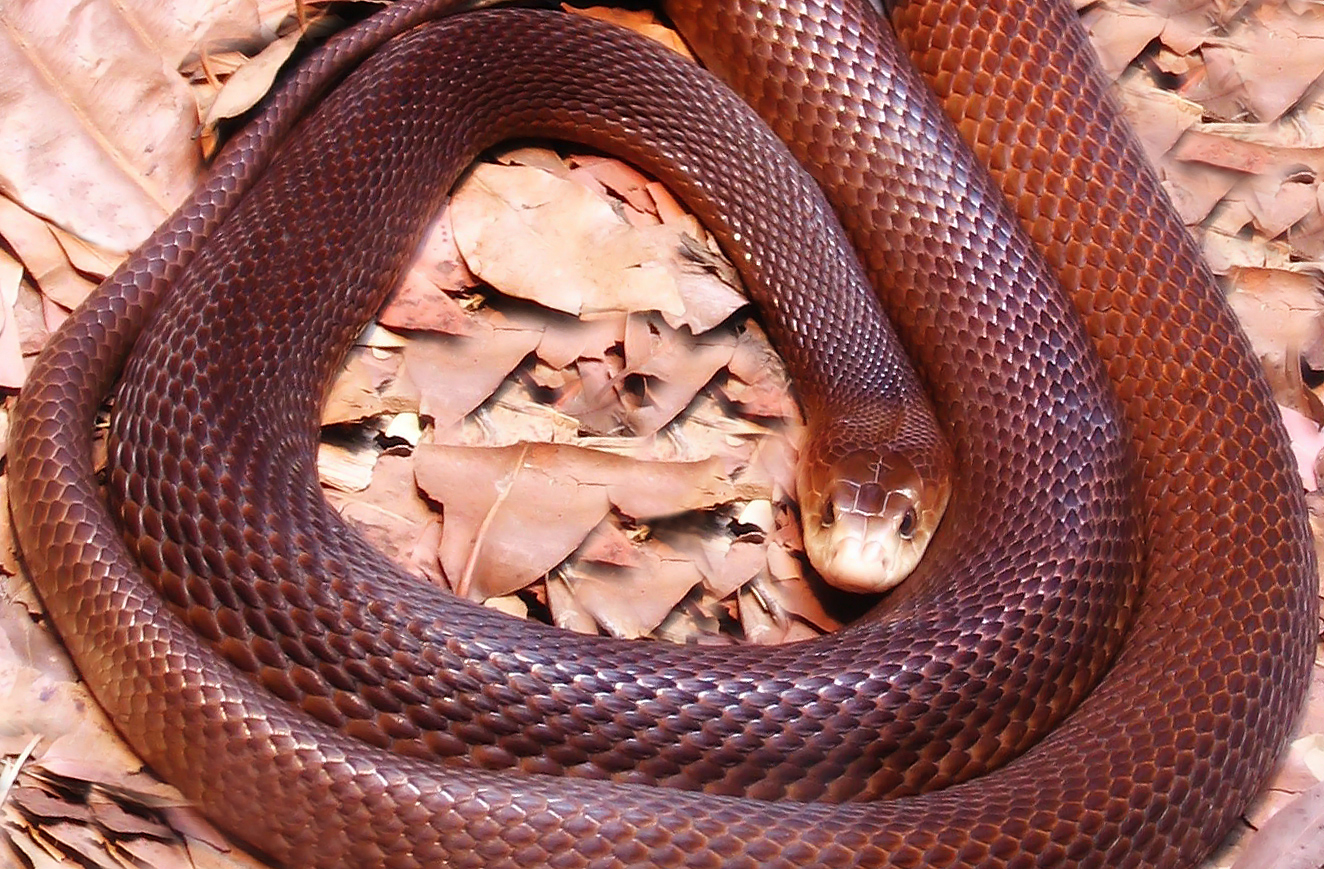

A tajpánok Ausztrália legnagyobb méretű mérgeskígyói, hosszuk eléri az 1,5-2 métert, tömegük pedig a 3 kilót; 1,2 méteresen már ivarérettek. A Queenslandi Múzeum adatai szerint a rekordméretű tajpán 2,9 méteres és 6,5 kg-os volt.
Feje nagy, hosszú és keskeny, hasonlóan az afrikai fekete mambához, de annak "koporsóalakja" nélkül. Vékonyabb nyaka jól elkülönül fejétől. Homloka szögletes és lapos, orra és szájkörnyékének színe világosabb, mint a feje és háta. Teste karcsú, de erőteljes. Több színváltozata is létezik: a világos olívaszíntől a vörösbarnáig, vagy akár sötétszürke és fekete is lehet. Mintázata nincs, pikkelyei simák, bár a nyaktájon kisebb kiemelkedés futhat rajtuk. Oldala világosabb mint a háta, a hasa pedig halványsárga vagy törtfehér. A hasán lehetnek kis narancssárga vagy rózsaszín foltok. A tajpánok télen sötétebbek, nyáron kifakulnak. Szemük nagy, szivárványhártyájuk világos- vagy mogyoróbarna, pupillájuk kerek. Méregfogai elérhetik a 12 mm-es hosszúságot.
Két alfaja ismert:
- Oxyuranus scutellatus canni  (Slater, 1956) pápua tajpán; Új-Guineán él
- Oxyuranus scutellatus scutellatus 	(W. Peters, 1867) parti tajpán vagy közönséges tajpán; Ausztrália északi partvidékén honos

Hasonló fajok a textilmintás barnakígyó (Pseudonaja textilis) és a barna ausztrálsikló (Pseudechis australis).

## Elterjedése
A tajpán Új-Guinea (mind az indonéz, mint a Pápua Új-Guinea-i oldalon, de utóbbiban gyakoribb) déli partjainál és Ausztráliában Queensland észak-északkeleti, az Északi terület északi és Nyugat-Ausztrália északkeleti vidékein honos; angol nevétől (coastal taipan, parti tajpán) eltérően akár több száz kilométerre a tengertől. Melegkedvelő faj, hiányzik onnan, ahol a maximális téli hőmérséklet 20 °C alá csökken.
Élőhelyét illetően a tajpán nem válogatós, egyaránt előfordul trópusi esőerdőben, monszunerdőben, keménylevelű bozóterdőkben, természetes és ültetett réteken, legelőkön vagy szeméttelepeken. Queenslandban beköltözött a cukornádültetvényekre, ahol az elszaporodott rágcsálókra vadászik. Észak-Queenslanden a Cape York-félszigeten elsősorban a nyílt erdők lakója. Amikor nem vadászik, többnyire elhagyott föld alatti járatokban, odvas fatörzsekben és avarkupacokban húzza meg magát. 

## Életmódja
A tajpán főleg nappali életmódot folytat, többnyire reggel aktív, de nagy meleg idején inkább éjszaka vadászik. Zsákmányát elsősorban szemeivel érzékeli, mozgás közben fejét kissé megemeli a talajszintről. Ha meglátja áldozatát megdermed, majd villámgyorsan ráveti magát és többször megmarja. Ezután elengedni, míg a méreg végez vele. Ezzel a stratégiával a kígyó minimalizálja annak veszélyét, hogy a végveszélybe kerülő rágcsálók megkarmolják vagy erőteljes metszőfogaikkal megharapják. Nem agresszív állat, veszély közeledtével inkább a menekülést választja. Ha azonban sarokba szorítva érzi magát vagy meglepik, határozottan és ismételten megmarja háborgatóját.
A tajpánok kisemlősökkel (egerekkel, patkányokkal, bandikutokkal) és madarakkal táplálkoznak. A fiatal példányok (fogságban legalábbis) megeszik a gyíkokat is.
A tajpánok tél végén, tavasz elején (augusztus-októberben) párzanak. A hímek ilyenkor megküzdenek egymással, egymás köré fonódva megpróbálják a másik fejét lenyomni a földre. Fogságban élő tajpánoknál három és fél óráig tartó kopulációt is megfigyeltek. A nőstények a párzás után 2-3 hónappal 7-20 tojást raknak, melyek 64-68 nap múlva kelnek ki. A frissen kikelő kígyók 30–45 cm hosszúak és azonnal képesek vadászni és gondoskodni magukról. 

## Kígyóméreg
Az Encyclopaedia Britannica szerint a tajpán a második legveszélyesebb mérgeskígyó a világon (közeli rokona, a kispikkelyű tajpán mögött). Mérge rendkívül hatékony, LD50 értéke 0,106-0,12 mg/kg, ezzel a szárazföldi kígyók között a harmadik legtoxikusabb. Egy harapással átlagosan 120 mg mérget fecskendez áldozatába, de ez elérheti a 400 mg-ot is: ezzel egy átlagos marással 20 embert vagy 40 ezer egeret lenne képes megölni.
Mérge tajkatoxint tartalmaz, amely az idegrendszert támadja és gátolja a véralvadást. A megmart egyén tünetei: fejfájás, hányinger/hányás, izomrángás, bénulás, belső vérzés, az izomszövet szétesése és vesekárosodás. Az áldozat egészségi állapotától, a marás helyétől és a méreg mennyiségétől függően átlagosan 2,5 órán belül (de akár félórán belül) beáll a halál. A kezeletlen tajpánmarás után a halálozás közel 100%. Ellenszérum 1956 óta létezik. 